# Southern Professional Floodlit Cup
Southern Professional Floodlit Cup je bilo nogometno kup-natjecanje u Engleskoj koje se igralo između 1955. i 1960. godine.

## O natjecanju
U natjecanju su susdjelovali profesionalni klubovi - članovi divizija Football League s područja Londona, Jugoistočne i Istočne Engleske te Midlanda. 

Natjecanje je igrano kao kup na jednu utakmicu, uz ponovljene utakmice ako je prva utakmica ostala nerješeno. Završnica se igrala na terenu jednog od finalista. 

Posljednje izdanje je bilo 1959./60. zbog početka igranja Liga kupa u kojem su igrali svi članovi Football league.

## Završnice
| sezona    | pobjednik                | rez. | finalist                 |
| --------- | ------------------------ | ---- | ------------------------ |
| 1955./56. | West Ham United (London) | 2:1  | Aldershot                |
| 1956./57. | Luton Town               | 2:1  | Reading                  |
| 1957./58. | Portsmouth               | 2:0  | Reading                  |
| 1958./59. | Arsenal (London)         | 2:0  | Crystal Palace (London)  |
| 1959./60. | Coventry City            | 2:1  | West Ham United (London) |

## Poveznice
- Football League Cup
- Full Members Cup